# أدلبرتو إسكوبار
أدلبرتو إسكوبار (بالإسبانية: Adalberto Escobar)‏ هو لاعب كرة قدم باراغواياني في مركز الوسط، ولد في 23 أبريل 1949 في أسونسيون في باراغواي، وتوفي في 26 يونيو 2011. شارك مع منتخب باراغواي لكرة القدم. أما مع النوادي، فقد لعب مع سيرو بورتينيو ونادي إلتشي ونادي غرناطة ونادي ليبرتاد.

## وصلات خارجية
- أدلبرتو إسكوبار على موقع ناشيونال فوتبول تيمز (الإنجليزية)